# THE BUNGY
「THE BUNGY」（ザ・バンジー）は、日本のロックバンド、NICO Touches the Wallsのシングル。2008年6月4日、キューンレコードより発売。

## 解説
- 前作より約3ヶ月ぶりのリリース。
- 初回生産限定盤と通常盤の2形態で発売。初回盤はライブ映像を収録したDVD付。

## 発売記念企画
本シングルの発売を記念し、また大ヒット祈願の意味も込めて、よみうりランドにてバンジージャンプ大会が行われ、光村・古村・対馬の3人がバンジージャンプに挑戦した（坂倉は高所恐怖症のため断念、代わりにメリーゴーランドドッグに乗っていた。また、本企画の司会進行を担当）。古村は機材トラブルに見舞われ、2回飛ぶ羽目になってしまった。

## 収録曲

### CD
全作詞・作曲：光村龍哉
1. THE BUNGY (3:38)
（編曲：Hajime Okano, NICO Touches the Walls）
日本テレビ系「音楽戦士 MUSIC FIGHTER」2008年6月度エンディングテーマ
仮タイトルは『おととい風呂場でストレイキャッツ』[2]。理由は「風呂場でシャワーを浴びているときに、フレーズ・メロディ・ドラムパターンが一度に浮かんだ」というエピソードから。
2. SIMON SAID (4:35)
（編曲：AIR, NICO Touches the Walls）

### 初回特典DVD
NICO Touches the Walls TOUR2008 〜ナハトムジーク〜 @ 大阪・梅田Shangri-La 2008.04.05より
1. そのTAXI,160km/h
2. GANIMATA GIRL
3. 梨の花